# 김해고등학교
김해고등학교(金海高等學校)는 대한민국 경상남도 김해시 삼정동에 있는 공립 고등학교이다.

## 학교 연혁
- 1974년 1월 5일 : 김해고등학교 설립 인가
- 1974년 3월 11일 : 개교 및 입학식(10학급 564명 입학)
- 2012년 3월 1일 : 교육부 자율형 공립고등학교 지정(2012.3 ~ 2022.2)
- 2019년 3월 1일 : 고교학점제 선도학교 지정(2019.3 ~ 2025.2)
- 2022년 3월 1일 : 교과특성화학교(공학융합) 지정(2022.3 ~ 2025.2)
- 2022년 12월 29일 : 제47회 졸업식 (총 졸업생수 21,294명)
- 2023년 3월 2일 : 제50회 입학식(8학급 신입생 217명 입학)
- 2023년 9월 1일 : 제19대 노광섭 교장 취임

## 참고 자료
- 김해고등학교 - 한국교육학술정보원 학교알리미